# Saudiarabiens Grand Prix
Saudiarabiens Grand Prix är en deltävling i formel 1-VM som körs i Saudiarabien från och med säsongen 2021. Det första loppet kördes vid Jeddah Corniche Circuit i Jidda den 5 december 2021 och var det andra loppet för säsongen som kördes i mörker.

## Vinnare av Saudiarabiens Grand Prix
| År   | Bana                    | Förare         | Konstruktör     |
| ---- | ----------------------- | -------------- | --------------- |
| 2025 | Jeddah Corniche Circuit | Oscar Piastri  | McLaren         |
| 2024 | Jeddah Corniche Circuit | Max Verstappen | Red Bull Racing |
| 2023 | Jeddah Corniche Circuit | Sergio Pérez   | Red Bull Racing |
| 2022 | Jeddah Corniche Circuit | Max Verstappen | Red Bull Racing |
| 2021 | Jeddah Corniche Circuit | Lewis Hamilton | Mercedes        |